# Eriopyga rudis
Eriopyga rudis là một loài bướm đêm trong họ Noctuidae.